# Condado de Washington (Carolina do Norte)
O Condado de Washington é um dos 100 condados do estado americano da Carolina do Norte. A sede do condado é Plymouth, e sua maior cidade é Plymouth. O condado possui uma área de 1 009 km² (dos quais 197 km² estão cobertos por água), uma população de 13 723 habitantes, e uma densidade populacional de 15 hab/km² (segundo o censo nacional de 2000). O condado foi fundado em 1799.